# Les méfaits d'une tête de veau
Les méfaits d'une tête de veau è un cortometraggio del 1899 diretto da Ferdinand Zecca.

## Trama
Una testa di vitello sfugge dal piatto del macellaio, per poi tornare appesa. A questo punto, sembra che l'uomo con la testa d'animale cucini una testa umana.

## Produzione
Les méfaits d'une tête de veau, appare nel catalogo della Pathè nel gennaio del 1900. Il titolo, viene però attribuito erroneamente da Alice Guy a Ferdinand Zecca.